# メイソン・マウント
メイソン・トニー・マウント（Mason Tony Mount, 1999年1月10日 - ）は、イングランド・ポーツマス出身のサッカー選手。プレミアリーグ・マンチェスター・ユナイテッドFC所属。元イングランド代表。ポジションはミッドフィールダー（IH）。

## クラブ経歴
2005年、6歳でチェルシーのアカデミーに入団。2017年8月26日、レンタル先のフィテッセでプロデビュー。開幕からしばらくはベンチスタートが続いたが、11月の下旬からスタメンに定着。フィテッセでは公式戦39試合13得点を記録し、クラブの年間MVPに選出された。
2018-19シーズンはレンタル元チェルシーのレジェンド、ランパード監督が指揮を執るダービー・カウンティにレンタル移籍。監督から信頼を得た。公式戦42試合に出場、11ゴール5アシストを記録。ダービー・カウンティでの活躍が認められ、チェルシーにレンタルバックすることになった。またランパード監督もチェルシーに就任することが決まった。

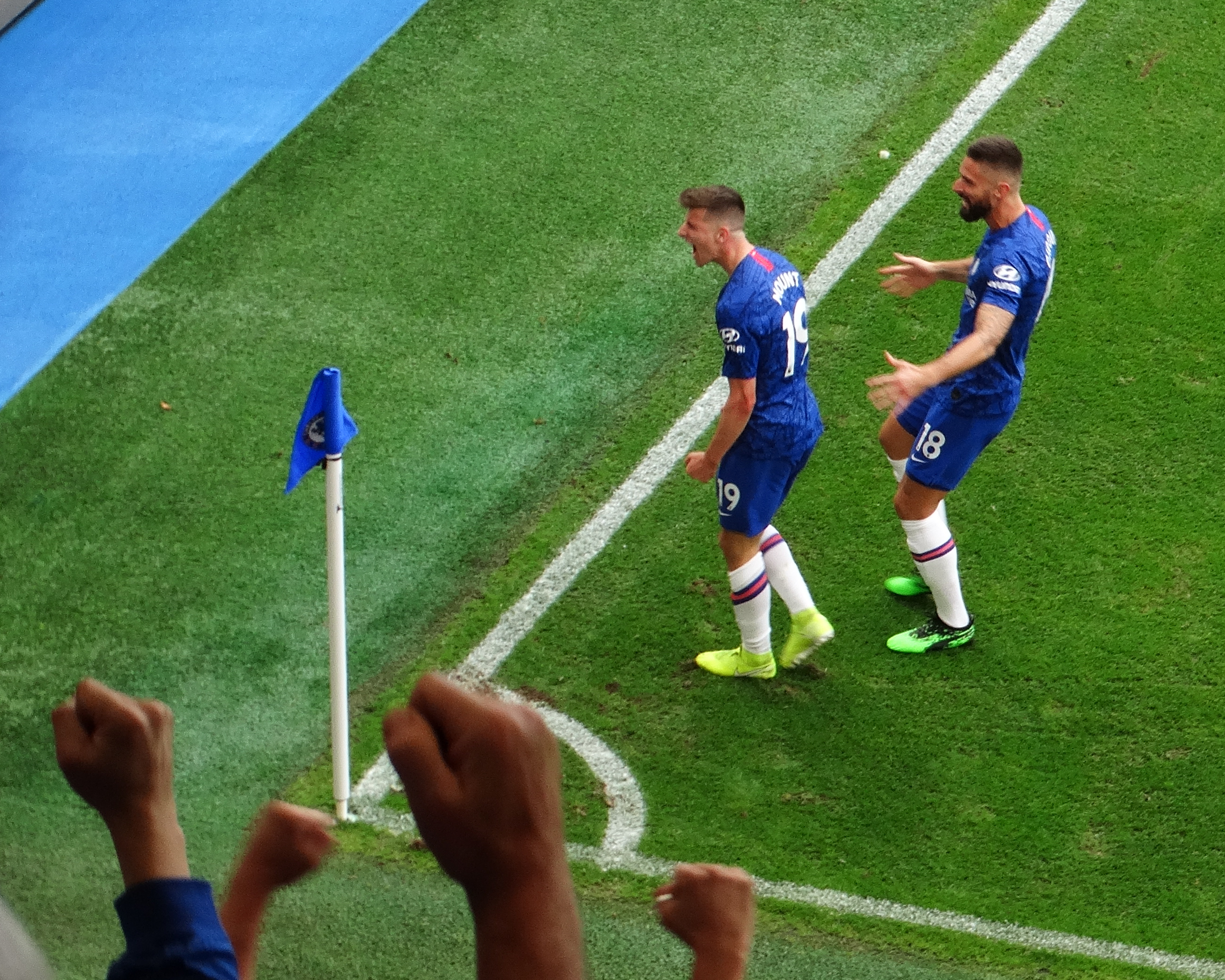
2019年8月18日、レスター・シティ戦でゴールを決めた後のマウント

2019年8月11日、開幕戦のマンチェスター・ユナイテッド戦で復帰したチェルシーでプレミアリーグデビューを果たした。次節8月18日、レスター・シティ戦で初ゴールを決めた。
2020-21シーズン、UEFAチャンピオンズリーグ、準々決勝のポルト戦の1stレグでチャンピオンズリーグ初ゴール(チェルシーの選手がチャンピオンズリーグの決勝トーナメントで決めた最年少ゴールとなった)を決めた。準決勝のレアル・マドリード戦の2ndレグでも1ゴールを挙げて決勝進出に貢献すると、決勝のマンチェスター・シティ戦でも先発出場、カイ・ハフェルツの決勝ゴールをアシストする活躍で優勝に貢献した。
2021-22シーズン、ノリッジ・シティ戦で初のハットトリックを達成した。FAカップ決勝では延長PK戦でPKをアリソンにセーブされてしまい敗戦した。リーグ戦では初めてシーズン二桁ゴール二桁アシストを記録。2シーズン連続となるクラブ年間最優秀選手に輝いた。2021年クラブワールドカップでは、怪我の影響もあり、準決勝は途中出場、決勝では前半の半ばに交代するなど不完全燃焼に終わったが、クラブ初の世界一に貢献した。
2022-23シーズン、10月16日に行われたアストン・ヴィラ戦でタイロン・ミングスのクリアミスを逃さずゴールを決め今季リーグ戦初得点を記録。その後直接フリーキックを決め、2-0でチームの勝利に貢献した。ワールドカップ再開後のボーンマス戦でスタメン起用されると、カイ・ハフェルツからの落としのボールをゴール右隅に決めた。シーズン終盤には以前から痛みを抱えていた骨盤の手術を受け、シーズン終了まで離脱することとなった。
2023年7月5日、マンチェスター・ユナイテッドへの完全移籍が発表された。背番号は7番。契約期間は2028年6月までの5年間に1年の延長オプションが付帯している。移籍金は5500万ポンドに500万ポンドのボーナスと報じられた。The AthleticのジャーナリストであるLaurie Whitwellによると、移籍後の週給は25万ポンド程度であり、これはチェルシーの契約延長オファーやリヴァプールの提示額と同等だとした。

## 代表経歴
2017年のUEFA U-19欧州選手権では優勝に貢献し大会MVPに選ばれた。2019年9月7日のUEFA EURO 2020予選、ブルガリア戦でA代表デビューを果たした、11月17日のUEFA EURO 2020予選コソボ戦で代表初ゴールを決めた。ネーションズリーグ・ドイツ戦でサカからのボールをダイレクトでシュートしゴールを決めた。

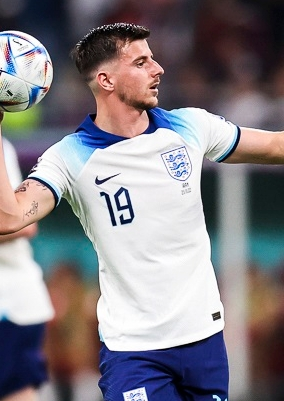
カタールW杯グループリーグ・イラン戦でのマウント

2022年11月10日、W杯カタール大会に向けたメンバーの1人に選出された。

## プレースタイル
マウントは英国（イングランド）における伝統的な8番（セントラル・ミッドフィールダー）であるボックス・トゥ・ボックス・ミッドフィールダーとしてプレーすることが気に入っており、「自分は常に8番が1番だと思っているし、幼い頃からずっとそのポジションでプレーしてきた」「ボックス（自陣）からボックス（敵陣）まで動き、守備をするのも好きだが、前に出るのも好き。より高い位置でも、もっと深い位置でもプレーできる」と語っている。

## 個人成績
| クラブ               | シーズン | リーグ             | リーグ戦 | リーグ戦 | カップ戦 | カップ戦 | リーグ杯 | リーグ杯 | 国際大会 | 国際大会 | その他 | その他 | 合計 | 合計 |
| クラブ               | シーズン | リーグ             | 出場     | 得点     | 出場     | 得点     | 出場     | 得点     | 出場     | 得点     | 出場   | 得点   | 出場 | 得点 |
| -------------------- | -------- | ------------------ | -------- | -------- | -------- | -------- | -------- | -------- | -------- | -------- | ------ | ------ | ---- | ---- |
| フィテッセ           | 2017-18  | エールディヴィジ   | 29       | 9        | 1        | 0        | -        | -        | 6        | 0        | 3      | 5      | 39   | 14   |
| フィテッセ           | 通算     | 通算               | 29       | 9        | 1        | 0        | -        | -        | 6        | 0        | 3      | 5      | 39   | 14   |
| ダービー・カウンティ | 2018-19  | チャンピオンシップ | 35       | 8        | 2        | 0        | 4        | 2        | -        | -        | 3      | 1      | 44   | 11   |
| ダービー・カウンティ | 通算     | 通算               | 35       | 8        | 2        | 0        | 4        | 2        | -        | -        | 3      | 1      | 44   | 11   |
| チェルシー           | 2019-20  | プレミアリーグ     | 37       | 7        | 6        | 1        | 1        | 0        | 8        | 0        | 1      | 0      | 53   | 8    |
| チェルシー           | 2020-21  | プレミアリーグ     | 36       | 6        | 5        | 1        | 2        | 0        | 11       | 2        | 0      | 0      | 54   | 9    |
| チェルシー           | 2021-22  | プレミアリーグ     | 32       | 11       | 6        | 0        | 5        | 1        | 7        | 1        | 4      | 2      | 54   | 15   |
| チェルシー           | 2022-23  | プレミアリーグ     | 24       | 3        | 1        | 0        | 1        | 0        | 9        | 0        | 0      | 0      | 34   | 3    |
| マンチェスター・U    | 2023-24  | プレミアリーグ     |          |          |          |          | 2        | 0        | 2        | 0        | 0      | 0      |      |      |
| マンチェスター・U    | 通算     | 通算               | 129      | 27       | 18       | 2        | 9        | 1        | 35       | 3        | 5      | 2      | 195  | 35   |
| 総通算               | 総通算   | 総通算             | 193      | 44       | 21       | 2        | 13       | 3        | 41       | 3        | 11     | 8      | 278  | 60   |

## 代表歴

### 出場大会
- U-17イングランド代表
  - 2016年 - UEFA U-17欧州選手権（ベスト8）
- U-19イングランド代表
  - 2017年 - UEFA U-19欧州選手権（優勝）
- U-21イングランド代表
  - 2019年 - UEFA U-21欧州選手権（GL敗退）
- イングランド代表
  - 2021年 - UEFA EURO 2020（準優勝）
  - 2022年 - 2022 FIFAワールドカップ

### 試合数
- 国際Aマッチ 36試合 5得点（2019年-2022年）[27]

| イングランド代表 | 国際Aマッチ | 国際Aマッチ |
| 年               | 出場        | 得点        |
| ---------------- | ----------- | ----------- |
| 2019             | 6           | 1           |
| 2020             | 7           | 2           |
| 2021             | 13          | 1           |
| 2022             | 10          | 1           |
| 通算             | 36          | 5           |

### 得点
| # | 開催日         | 開催地                                     | 対戦国       | スコア | 結果 | 大会                                    |
| - | -------------- | ------------------------------------------ | ------------ | ------ | ---- | --------------------------------------- |
| 1 | 2019年11月18日 | プリシュティナ、ファディルボクリスタジアム | コソボ       | 0–4    | 0–4  | UEFA EURO 2020予選                      |
| 2 | 2020年10月12日 | ロンドン、ウェンブリー・スタジアム         | ベルギー     | 2–1    | 2–1  | UEFAネーションズリーグ2020-21           |
| 3 | 2020年11月19日 | ロンドン、ウェンブリー・スタジアム         | アイスランド | 2–0    | 4–0  | UEFAネーションズリーグ2020-21           |
| 4 | 2021年3月29日  | ティラナ、アレーナ・コムバターレ           | アルバニア   | 1–2    | 0–2  | 2022 FIFAワールドカップ・ヨーロッパ予選 |
| 5 | 2022年9月26日  | ロンドン、ウェンブリー・スタジアム         | ドイツ       | 2-2    | 3-3  | UEFAネーションズリーグ2022-23           |

## タイトル

### クラブ
チェルシーユース
- U-18プレミアリーグ: 2016-17
- FAユースカップ: 2015-16, 2016-17
- UEFAユースリーグ: 2015-16

チェルシー
- UEFAチャンピオンズリーグ: 2020-21
- UEFAスーパーカップ: 2021
- FIFAクラブワールドカップ: 2021

### 代表
イングランド U-19
- UEFA U-19欧州選手権: 2017

### 個人
- UEFA U-19欧州選手権大会ベストイレブン: 2017
- UEFA U-19欧州選手権大会MVP: 2017